# Камполарго Лупити (Фрозиноне)
Камполарго Лупити је насеље у Италији у округу Фрозиноне, региону Лацио.
Према процени из 2011. у насељу је живело 47 становника. Насеље се налази на надморској висини од 87 м.